# مارك فروست (لاعب كريكت)
مارك فروست (21 أكتوبر 1962 في المملكة المتحدة - ) (بالإنجليزية: Mark Frost)‏ هو كاتب ولاعب كريكت بريطاني. لعب مع نادي مقاطعة سري للكريكت ‏ ونادي مقاطعة غلاموركن للكريكت ‏ ونادي مقاطعة ستافوردشاير للكريكت ‏.

## وصلات خارجية
- مارك فروست على موقع إي آس بي آن كريك إنفو (الإنجليزية)